# Тэру (музыкант)
Тэруаки Ямасита (англ. Teru, яп. 山下輝明 Ямасита Тэруаки) — японский рок-гитарист, играющий преимущественно в жанрах пауэр и симфоник-метал, наиболее известный по участию в группе Versailles, а также в проектах Aikaryu, Hizaki Grace Project и Jupiter. 25 ноября 2010 года Тэру выступал с лекцией о перспективах развития японской поп-культуры на семинаре в Киотском Институте Искусства и Дизайна.

## Биография
Тэру присоединился к группе Aikaryu в 2002 году, заменив ушедшего из группы гитариста. В августе следующего года коллектив заключил с лейблом Crow Music контракт, и через месяц был выпущен дебютный сингл. В течение следующих трёх лет группа активно гастролировала, неоднократно выпуская релизы, несколько раз сменив состав. Но в 2006 году квинтет был вынужден взять паузу в связи с тем, что они попали в аварию, и несколько музыкантов, включая Тэру, получили травмы разной степени тяжести. Ожидая пока другие члены группы восстановятся, он присоединился к коллективу Hizaki Grace Project, который был сольным проектом Хидзаки, знакомого Тэру и его коллеги по лейблу. Несмотря на то, что в декабре Aikaryu смогли собраться и провести мини-тур, они всё-таки решили распустить группу в апреле 2007 года.
Таким образом, Тэру становится уже постоянным вторым гитаристом проекта Хидзаки, помимо них двоих, в составе группы находились вокалист Дзюка, бас-гитарист Жасмин Ю и барабанщик Микагэ. Коллектив выпустил 3 альбома, и на нынешний момент их последние живое выступление прошло в 24 декабря 2007 года, после чего проект был временно заморожен.
В том же году Хидзаки пригласил Тэру в свой новый проект Versailles, организованный им в союзе с известным вокалистом Камидзё. Дебютный мини-альбом группы с самого начала вышел в Европе, а первый же клип был выложен на YouTube, что было не характерно для японских рок-групп того времени, но подобная тактика оправдалась, и группа начала набирать популярность огромными темпами, к нынешнему моменту посетив с турами Азию, Европу и Латинскую Америку, отыграв в том числе три концерта в России.
Тэру написал инструментальную композицию «「For You」», которую он посвятил памяти скончавшемся бас-гитаристе группы Жасмин Ю, и исполнил её в годовщину смерти последнего, 9 августа 2011 года.
21 декабря 2012 года Versailles дал своё последнее выступление. Деятельность группы приостановлена.
Летом 2013 года инструменталистами Versailles под руководством Хидзаки была собрана новая группа — Jupiter, в которой Тэру выполняет роль гитариста в настоящий момент.

## Дискография

### С Aikaryu
Альбомы и EP
- Kaizokuban ~Aye.Ai.sir~ (яп. 海賊盤～Aye.藍.sir～, August 9, 2004)
- Aikaryu Chokki Arubamu ~Oretachi Best yori Chokki ha~ (яп. 藍華柳チョッキアルバム～俺達ベストよりチョッキ派～, June 29, 2007, compilation album)

Синглы
- "Aizome Kyouto ~Ore iro ni Somaru Kimi ga aho ni Natteyuku...~" (яп. 藍染京都～俺色に染まる君がアホになってゆく...～, September 28, 2009)
- "Ryuunensei" (яп. 柳年生, February 6, 2004)
- «Indigo Blue Story» (March 13, 2005)
- "Taiyou ga Itai You" (яп. 太陽が痛いよう, March 13, 2005)
- "Shiri Shiri Shiri Shiri Shiri Shiri Shiri Shiri Shiri ~Kyuuketsu~" (яп. 尻尻尻尻尻尻尻尻尻～きゅうけつ～, December 3, 2005)
- "Vampire de Manpai ya!" (яп. ヴァンパイアデ満杯や！, December 3, 2005)

Видео
- Gogo wa xx Aikaryu Video (яп. 午後はｘｘ藍華柳ビデオ, October 24, 2004)
- Happy End (July 15, 2007)
- Kaisan Dewa naku Sotsugyou the DVD (яп. 解散ではなく卒業 THE DVD, October 3, 2007)

Сборники
- Punishment Party Vol.3 (March 2002, with «Moumokuna Kikeiji no Kaisenkyoku»)
- Punishment Party Vol.4 (July 25, 2002, with «Mind… F»)
- New Scream Date 2002 (September 29, 2002, with «Ru Zeru to Shizuki»)
- «Water & Oil» (May 22, 2004, split single with Mizeria, with «Nabanax» and «Raamen»)
- Crow That Wore Crown (October 29, 2008, with «Kyuuketsu ~Uruwashiki Nare no Chi~»)

### С Hizaki Grace Project
Альбомы
- Dignity of Crest (January 1, 2007)
- Ruined Kingdom (September 19, 2007)
- Curse of Virgo (December 26, 2007)

DVD
- Eien no Kokuin (яп. 永遠の刻印, February 17, 2007, distributed at concert)
- Monshou (яп. 紋章, May 9, 2007)

### С Jupiter
Альбомы
- CLASSICAL ELEMENT (28 августа 2013)

Синглы
- Blessing of the Future (24 июля 2013)
- LAST MOMENT (12 марта 2014)